# قاعة احتفالات تحتمس الثالث (بمعبد الكرنك)
قاعة مهرجان تحتمس الثالث (بالهيروغليفية: Akh-menu) هي مزار قديم في الأقصر بمصر. يقع في قلب فناء آمون رع في مجمع معبد الكرنك. وعادةً ما يُترجم اسم القاعة على أنه "أكثر الآثار روعةً"، ولكن تعتبر "نصب الروح الحية" ترجمة بديلة لأن كلمة Akh يمكن أن تعني إما المجد أو الروح المباركة / الحية، فعلى سبيل المثال، غالبًا ما يُترجم إخناتون على أنه "الروح الحية لآتون.
تقع قاعة احتفال تحتمس الثالث في نهاية بلاط المملكة الوسطى، حيث يرتكز محورها بزاوية قائمة على المحور الرئيسي بين شرق وغرب المعبد. بُنيت القاعة في الأصل للاحتفال بعيد سد من الأسرة الثامنة عشر في زمن الفرعون تحتمس الثالث، وأصبحت تُستخدم لاحقًا كجزء من عيد الإبت السنوي. ويبدو أن القاعة صُممت على شكل خيمة ضخمة، مكتملة بالمظلات وأعمدة الخيام. تظهر في هذا المعبد قائمة ملوك الكرنك بها اسم تحتمس الثالث مع بعض الملوك الأوائل الذين بنوا أجزاء من مجمع المعبد.

## تَخطِيط
بُنيت هذه القاعة في الطرف الشرقي من المحور الرئيسي للكرنك، وهي محاطة بجدرانه الخاصة، ولا يزال الهدف الدقيق من إنشائه غير واضح. وتتكون القاعة من ثلاثة أجزاء رئيسية، مجموعة غرف مخصصة لسوكر إله الموت في الجنوب الشرقي، ومجمع للطاقة الشمسية في الشمال الشرقي وقاعة الاحتفالات نفسها، والتي يمكن من خلالها الوصول إلى مناطق أخرى من المبنى. يُعرف هذا التصميم بـ "Hry-ib" والذي يعني ما في صميمه. كان المدخل الأصلي الوحيد في الزاوية الجنوبية الغربية، و تحتوي الجدران على الحديقة النباتية لتحتمس الثالث .

### القاعة الرئيسية

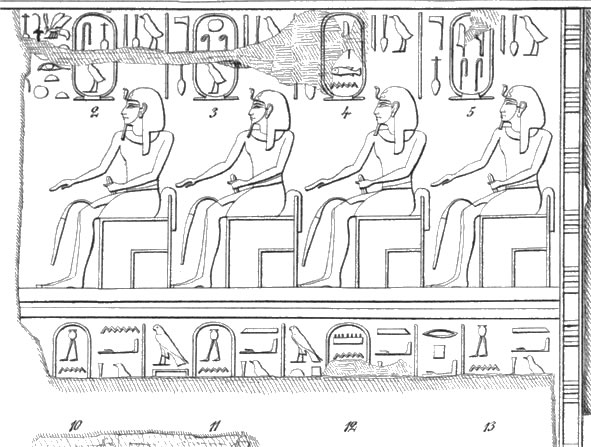
حجرة الأجداد، للبسيوس.

توجد غرفة في غرفة صغيرة خارج القاعة الرئيسية يُشار إليها باسم حجرة الأجداد، حيث يُظهر نقش كبير قائمة ملوك الكرنك، وبها تحتمس الثالث يقدم القرابين لأسلافه البالغ عددهم 61. أُزيلت النسخة الأصلية منها، وهي الآن موجودة في متحف اللوفر في باريس.

### فهرس
- Blyth، Elizabeth (2006). Karnak: Evolution of a Temple. Oxford: Routledge. ISBN:0-415-40487-8.
- Strudwick، Nigel & Helen (1999). Thebes in Egypt A Guide to the Tombs and Temples of Ancient Luxor. Ithaca, New York. ISBN:0-8014-8616-5.{{استشهاد بكتاب}}:  صيانة الاستشهاد: مكان بدون ناشر (link)
- Kemp، Barry (1989). Ancient Egypt: Anatomy of a Civilization. Oxford: Routledge. ISBN:0-415-06346-9. مؤرشف من الأصل في 2022-02-23.